# Анатра, Евдокия Васильевна
Евдокия Васильевна Ана́тра (урождённая Недружнова-Наумова), (1878, Санкт-Петербург, Российская империя — ?) — русский авиатор, одна из первых женщин-пилотов.

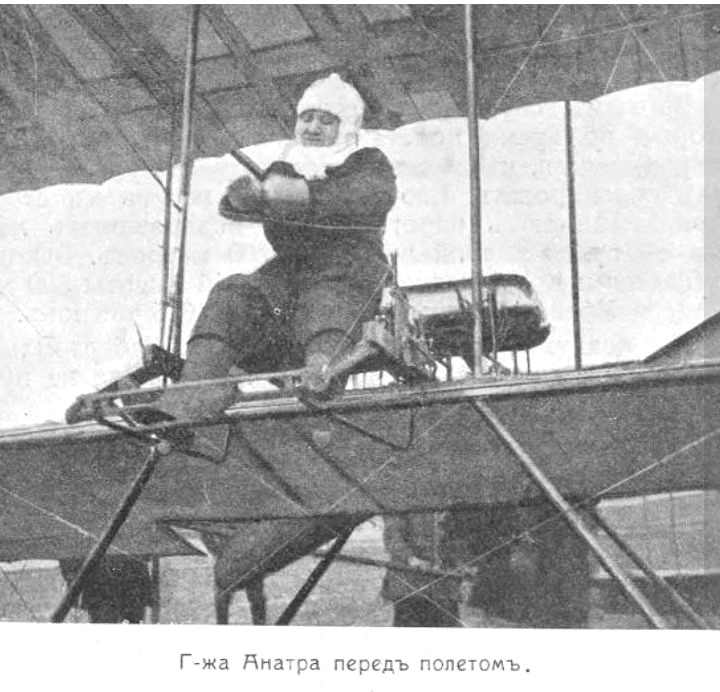
Перед показательным полётом на Пасхальной неделе в Москве. Апрель 1913 года.

Состояла в сословии потомственных почётных граждан.

## Биография
Окончила гимназию. В 1903 году в Одессе вступила в брак с Генрихом-Анжело Антоновичем Анатрой — младшим братом президента Одесского аэроклуба, основателя и владельца аэропланосборочных заводов в Одессе и Симферополе А. А. Анатры. Весной 1910 года овдовела, — Генрих Анатра погиб в автокатастрофе.
После гибели мужа некоторое время проживала в Одессе на Маразлиевской улице в доме № 16.
Успешно окончила в Гатчине школу Первого Российского товарищества воздухоплавания (П.Р.Т.В.) «Гамаюн» 3 октября (16 октября по новому стилю) 1911 года и, получив диплом авиатора за номером 54, стала второй российской дипломированной женщиной-авиатором после Л. Зверевой, окончившей школу «Гамаюн» в августе того же года. 
«Петроградская Газета» от 17 (04) октября писала:

Вчера, ранним утром, на  гатчинском аэродроме в школе лётчиков состоялся выпуск новой летчицы спортсменки Е. В. Анатра. Г-жа Анатра приехала специально из Одессы, чтобы обучиться летать. Женщина-авиаторша, плотно закутанная, блестяще выполнила требования экзамена. За Л. В. Зверевой, г-жа Анатра является второй русской авиаторшей.
Начинала летать на аэропланах системы Farman. Училась у М. Н. Ефимова, переняв у него манеру полёта.
В 1913 году Е. Анатрой был установлен рекорд высоты (для женщин?) — три километра. Участвовала в показательных полётах, организованных Московским обществом воздухоплавания на Пасхальной неделе в апреле 1913 года, и была награждена ценным, памятным подарком, как первая женщина совершившая полёт с аэродрома Императорского Московского Общества Воздухоплавания.
27 октября 1913 года вышла замуж за англичанина, уроженца графства Суррей, Джорджа Остина Нима (George Austin Neame) (9. 3. 1874 — 26. 2. 1947).
Состояла в аэроклубах Петербурга и Москвы. Одна из очень немногих женщин-пилотов, принимавших участие в Первой мировой войне, — совершала разведывательные полёты до 1917 года.
Была действительным членом организованной 20 ноября 1920 года во Франции ассоциации Vieilles Tiges. Ассоциация объединяла лётчиков Первой мировой войны, получивших диплом авиатора до 2 августа 1914 года, и оказывала помощь тем из них, кто в ней нуждался.

### Комментарии
1. ↑  12 апреля 1910 года, в 12-м часу ночи, 28-летний кандидат на судебную должность при судебной палате Генрих Анатра разбился во время прогулочной поездки на принадлежавшем Александру Руссову автомобиле Itala, о чём сообщала газета Одесский листок от 14, 15 апреля, № 85, 86, 1910 года. См. В. А. Абрамов. «Судьба коллекции А. П. Руссова» Архивная копия от 4 августа 2016 на Wayback Machine. «Вестник Одесского художественного музея» № 2. В 15 километрах от Одессы у автомобиля, ехавшего со скоростью 75 км в час по дороге Одесса — Николаев, лопнула задняя левая шина, и его резко занесло вправо. Г. Анатра, сидевший сзади выше всех остальных пассажиров (на своей сложенной шубе), вылетел из машины и ударился головой о камень. См. Le Figaro, 29 апреля, 1910. Похороны состоялись 15 апреля. Остальные пассажиры, ехавшие в машине, почти не пострадали. Среди них были жена Г. Анатры (Евдокия Анатра) и его друг Александр Руссов (сын А. П. Руссова) Шофёром был Макс Киселёв. См. «К гибели Г. А. Анатры». «Утро» № 1019, 17 апреля 1910, стр. 5. Архивная копия от 15 ноября 2021 на Wayback Machine

### Использованная литература и источники
1. 1 2 3 4 5  Метрическая книга, 1903 год. Часть вторая «О бракосочетавшихся», запись № 5, ГАОО.
2. 1 2  Вся Одесса. Адресная и справочная книга всей Одессы с отделом Одесский уезд на 1912 год. Год издания 2-й. — Одесса: Издательство «Одесскія Новости», 1912. — 1236 с.
3. 1 2  Добровольский Евгений Николаевич. «Почерк Капицы» / редактор А. Д. Сконечная. — Москва: «Советская Россия», 1968. — С. Глава первая, в которой выясняется, почему всё-таки люди становятся физиками.. — 65 000 экз.
4. ↑  Русские авиатрисы. Дата обращения: 24 декабря 2011. Архивировано из оригинала 22 декабря 2011 года.
5. ↑  Журнал «Искры» № 16, 1913, стр. 126.
6. ↑  «Московские ведомости», «Авиационные дни» Архивная копия от 5 октября 2019 на Wayback Machine. 18 апреля (1 мая) 1913 г., № 8, С. 3.
7. ↑  Журнал «К спорту!» Воздухоплавание. Пасхальная авиационная неделя. Архивная копия от 9 декабря 2021 на Wayback Machine № 10, стр. 11, 12. // НЭБ.
8. ↑  Aéroclub de Bigorre, Recueil «Les femmes et l’aéronautique», стр. 6. Дата обращения: 20 января 2021. Архивировано 31 июля 2021 года.
9. ↑  LES VIEILLES TIGES Архивная копия от 10 апреля 2021 на Wayback Machine, 1929 г.
10. ↑  LES VIEILLES TIGES D’HIER ET DE DEMAIN… Дата обращения: 17 декабря 2021. Архивировано 17 декабря 2021 года.